# Vanilla bradei
Vanilla bradei là một loài thực vật có hoa trong họ Lan. Loài này được Schltr. ex Mansf. miêu tả khoa học đầu tiên năm 1928.